# 桂米之助 (3代目)
3代目 桂 米之助（かつら よねのすけ、1928年11月8日 - 1999年3月5日）は、上方噺家。大阪府大阪市出身。本名は矢倉 悦夫。出囃子は「おそづけ」。

## 来歴

結び柏は、桂米團治一門の定紋である。

大阪市東成区今里の生まれ。映画館主であった父の影響を受け少年時代より映画や落語のポスターや資料収集に凝り、これらを送った事が縁で作家正岡容の知遇を得、正岡門下の中川清（のちの3代目桂米朝）とも知り合う。
なお、正岡に送った映画ポスターやビラのコレクションは質量とも素晴らしいもので、感激した正岡は、榎本健一と古川ロッパに寄贈したが、三人で矢倉少年の実家の職業を詮索し、ロッパの「多分印刷屋の倅だろう。」の一言で、印刷屋の息子と思われていた。
戦時中（1943年8月）に大阪市交通局（当時電気局）に入局。市電天王寺車庫で長谷川多持（のち5代目桂文枝）と出会う。文枝に落語の世界に進めたのも米之助である。
1947年7月、かねてから懇意にしていた4代目桂米團治に入門、師の前名「米之助」の名をもらう。それを知った中川もほどなく米團治に弟子入りし、長谷川も4代目桂文枝に入門する。しかし米之助自身は母親の反対にあい、落語家を本職とすることは叶わず、大阪市交通局には定年まで勤め上げていた。
とはいえ、落語界とのつき合いその後も続き、折あるごとに高座に上がるだけでなく、1972年8月からは自宅のある東大阪市菱屋地区の集会所にて「岩田寄席」を主宰し、各師匠の推薦で参加した3代目桂べかこ（現在の3代目桂南光）・笑福亭松葉（没後に7代目笑福亭松鶴を追贈）・桂春若、桂米輔・桂米太郎（この5人は入門がいずれも1970年（昭和45年）だったことから「花の四十五年組」と呼ばれた）ら若手の育成にあたった。プログラムに毎回執筆したコラムでは「晩雅郎」という筆名を使った。「岩田寄席」は第1回からちょうど20年が経過した1992年8月をもって終了した。
1998年11月、ワッハ上方にて古希記念独演会を開催。その4か月後に亡くなった。
落語に対する知識は博識で、桂米朝が「わしはわからんさかい、悦ちゃんに聞け」ということもあった。また、著書もある。
プロの噺家にならなかった点について、6代目笑福亭松鶴は1977年の香川登志緒との対談で「自分を知っとる。噺がヘタです。そら聞いたらお客さんおこりますわ。商売にならなかったんです。」とコメントしている。
CD-ROM『古今東西噺家紳士録』には、NHKで演じた『花筏』が収録されている。

## 受賞
- 1981年 日本芸能実演家団体協議会（芸団協）芸能功労者表彰
- 1983年 第12回 上方お笑い大賞 功労賞
- 2003年 上方芸能文化顕彰

## 著書
- 『落語漫歩　大阪ふらり』夏の書房、1983年
- 『浪花なんでも地名ばなし』コア企画出版、1988年、ISBN 4-906292-05-4
- 『上方落語よもやま草紙』たる出版、1998年、ISBN 4-924713-54-6